# Gamma Piscium
Gamma Piscium (γ Piscium / γ Psc) è la seconda stella più brillante della costellazione dei Pesci. Di magnitudine apparente +3,70, è distante 130 al dal sistema solare.

## Caratteristiche fisiche
Gamma Piscium è una gigante gialla di classe G9III; ha una massa simile a quella del Sole, ma, essendo nello stadio di gigante, il suo raggio è aumentato a oltre una decina di volte quello solare.
Dato il suo alto moto proprio pare provenire da regioni esterne della Via Lattea, e la bassa metallicità riscontrata ([Fe/H] = −0,62) tipica di questo tipo di stelle, pare confermare questa ipotesi

## Sistema planetario
Nel dicembre del 2021 è stata annunciata la scoperta di un pianeta extrasolare in orbita attorno alla stella, avente un periodo orbitale di 555 giorni e un semiasse maggiore di 1,32 UA.
Prospetto del sistema
| Pianeta | Massa    | Raggio | Periodo orb. | Sem. maggiore | Eccentricità   | Scoperta |
| ------- | -------- | ------ | ------------ | ------------- | -------------- | -------- |
| b       | >1,34 MJ | -      | 555,1 giorni | 1,32 UA       | 0,2+0,11 −0,14 | 2021     |